# Regolatore centrifugo

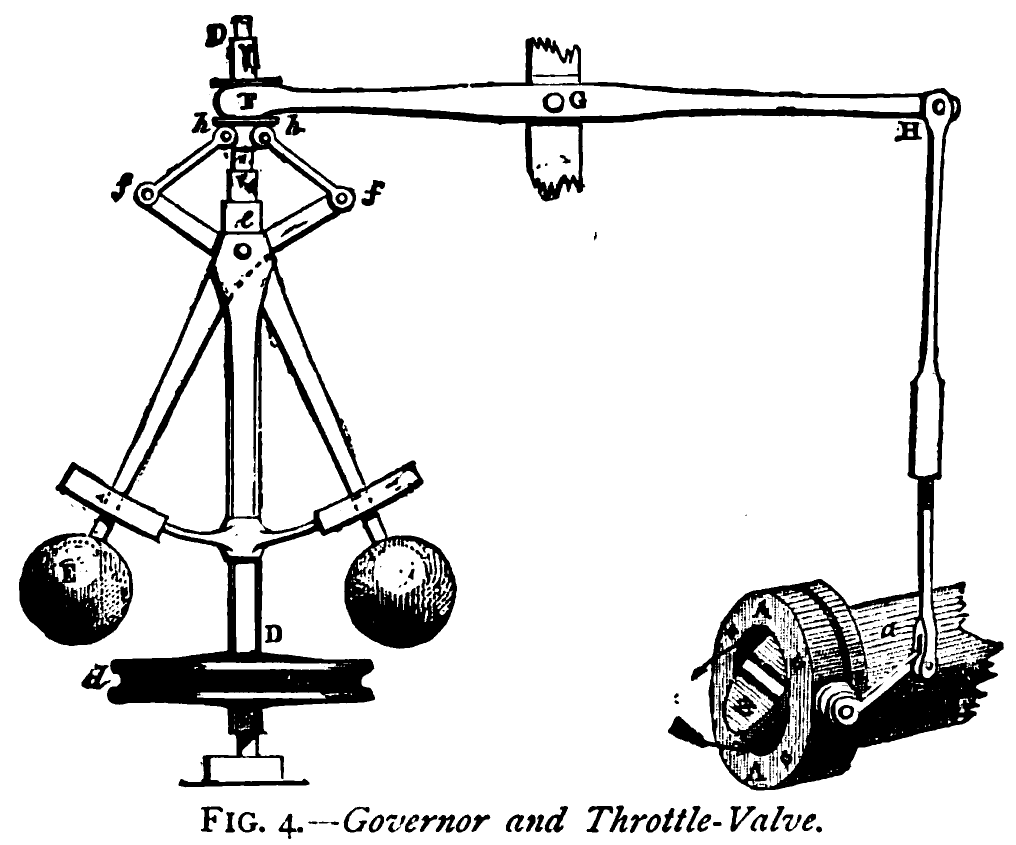
Pendolo di Watt

Il regolatore centrifugo è un dispositivo meccanico che realizza una catena di retroazione attraverso un sensore che fornisce un parametro funzione della velocità angolare. Questo parametro può essere uno spostamento meccanico che agisce in retroazione negativa su una valvola di regolazione dell'alimentazione di un motore per mantenere costante la velocità.
È costituito da due o più masse poste in rotazione da un albero rotante. Per effetto della forza centrifuga, le masse tendono ad allontanarsi dall'asse di rotazione. Il loro allontanamento è contrastato da un sistema di molle o dalla forza di gravità terrestre attraverso un sistema articolato, come nel caso del  pendolo di Watt.
Un sistema di leve trasforma lo spostamento radiale delle masse nello scorrimento assiale di un collare. Una leva preleva quest'ultimo spostamento per trasferirlo all'organo da controllare, che può essere una valvola di regolazione di combustibile, di vapore o di acqua in una condotta forzata. Con riferimento alla figura, se la velocità aumenta le masse tendono a salire e, attraverso il sistema di leve, riducono la potenza del motore riducendone l'alimentazione. In questo modo si realizza un controllo automatico meccanico il cui scopo è mantenere costante la velocità del motore.
Il primo sistema di questo tipo fu sviluppato da James Watt nel 1788 su suggerimento del suo socio Matthew Boulton. Si trattava di un pendolo recante due masse sospese mediante due bracci articolati.